# DEZERT
DEZERT（デザート）は2011年に結成された日本のヴィジュアル系ロックバンド。所属事務所はマーヴェリック・ディー・シー・グループ。

## 概要
2010年12月、千秋（ボーカル）とSacchan（ベース）と元メンバーのキラ（ギター）を中心に結成し活動を始める。2010年12月に初ライブを行う。当初は大々的なプロモーションを行っていなかったが、グロテスクな歌詞と圧巻のライブパフォーマンスが口コミで広まり、熱狂的なファンを多く得ることに成功した。当初はAcid Cherry Kingと名乗っていたが2011年9月にDEZERTに改名。2012年3月にドラムスのSORAが加入、2015年9月にギターのキラが脱退したのちに2015年12月にギターのMiyakoが加入し現在のメンバー構成となった。当時は個人事務所で活動するスタイルをとっており、2016年6月にはZepp Tokyoにて行われたワンマンライブを成功させる。2018年8月からは、L'Arc〜en〜Cielなどを擁するマーヴェリック・ディー・シー・グループへと所属し、アルバム『TODAY』をリリースするなど精力的な活動を行っている。ボーカルの千秋が殆どの作詞作曲を行なっており、独特な表現とメッセージ性の強い楽曲が多い。初期の楽曲はグロテスクで奇をてらったような歌詞が多かったが、近年ではストレートに感情を表現した歌詞も多くなっている。

## メンバー
千秋
ボーカル&ギターを担当。3月2日生まれ。血液型はB型。大阪府出身。楽曲のクレジット名義は一ノ瀬千秋（いちのせちあき）。主な使用ギターは「ギブソン・ES-335」「フェンダー・テレキャスター」 。コンボアンプは「フェンダー」を使用。ライブではドラムやベースも演奏することがある。ほぼ全ての楽曲の作曲作詞アレンジを手掛ける。奈良学園中学校・高等学校出身。法政大学に進学の為に上京。同じ大学の友人に誘われてバンドを結成したが解散。2010年12月に千秋とSacchanと元メンバーのキラと共にAcid Cherry Kingを結成。2011年9月から現在の名前のDEZERTになった。喫煙者であり銘柄はセブンスター。
Miyako
ギターを担当。3月29日生まれ。血液型はA型。東京都出身。主な使用ギターは「Ormsby Guitars」「フェンダー・テレキャスター」「ギブソン・レスポール」。ヘッドアンプは「マーシャル」。キャビネットは「マーシャル」「Orange」などを使用。元Moranのギタリスト。2015年12月に加入。
Sacchan
ベース&コーラス&キーボード担当。リーダー。10月28日生まれ。血液型は不明。宮城県 登米市出身。主な使用ベースは「dragonfly」「YAMAHA」。ヘッドアンプは「TC Electronic」。キャビネットは「フェンダー」を使用。2010年12月に千秋と元メンバーのキラと共にAcid Cherry Kingを結成。2011年9月から現在の名前のDEZERTになった。感情が表に出ない性格。常に一歩引いた立ち位置を好み、個人事務所時代は経営を担っていた。
SORA
ドラムスを担当。6月22日生まれ。埼玉県三郷市出身。主な使用セットは「pearl」。シンバルは「セイビアン」を使用。hideを敬愛している。2012年3月に加入。2018年の誕生日には三郷市文化会館にて地元凱旋公演を行った。元SEX MACHINEGUNSのJOEにドラムを師事。その他にもD'ERLANGERのTetsu、DIR EN GREYのShinya、YOSHIKI、Mike Portnoyの影響を多大に受けていると公言している。
元メンバー
キラ
ギターを担当。9月12日生まれ。広島県出身。使用ギターは様々なメーカーの部品を組み合わせたりカスタマイズしているため不明。上半身裸になったり、周囲に水を撒き散らしたり、ギターを投げたり、ライブハウスで客の上を歩いたりするなど現ギターのMiyakoとは対象的な破天荒なギタリストだった。2015年9月の赤坂BLITZ公演にて脱退。

## 作品

### シングル

#### 配布
| 配布日    | タイトル                                            | 収録曲                                                                                          | 品番      | 備考                                                                                          |
| --------- | --------------------------------------------------- | ----------------------------------------------------------------------------------------------- | --------- | --------------------------------------------------------------------------------------------- |
| 2012/9/16 | 飼育部屋                                            | 1. 飼育部屋                                                                                     |           | 2012年9月16日に行われたDEZERT 1周年記念1st ONE MAN LIVE「眩暈が溶けた部屋」来場者特典無料配布 |
| 2015/1/10 | 「変」                                              | 1. 「変」                                                                                       |           | 2015年1月10日、TSUTAYA O-WESTにて行われたDEZERT単独公演特典配布                               |
| 2015/4/25 | 異常な階段                                          | 1. 異常な階段                                                                                   | SFG-901   | 2015年4月25日 『嘔吐のすゝめ』追加公演『嘔吐のすゝめ-2-』@TSUTAYA O-EAST ONEMAN LIVE 入場特典 |
| 2015/9/27 | 「追落」-ついらく-                                  | 1. 「追落」-ついらく-                                                                           |           | DEZERT ONE MAN TOUR 2015【4時20分の解体実験】-前編- 2015.9.27 TOUR FINAL 赤坂BLITZ 入場者特典 |
| 2016/6/5  | 「おはよう」                                        | 1. 「おはよう」                                                                                 |           | DEZERT ONEMAN LIVE TOUR 2016「楽しい食卓ツアー」FINAL来場者特典                               |
| 2017/10/8 | 「おやすみ」                                        | 1. 「おやすみ」                                                                                 |           | 「千秋を救うツアー 2」TOUR FINAL来場者特典                                                    |
| 2022/6/18 | The Walker                                          | 1. The Walker 2. トーク                                                                         |           | 『DEZERT SPECIAL LIVE 2022 in 日比谷野外大音楽堂 “The Walkers”』来場者特典                    |
| 2023/1/7  | 誰にも渡しちゃいけない場所を心と名づけ -なにわver.- | 1. 誰にも渡しちゃいけない場所を心と名づけ 2. デザートの楽しいラヂオ～てくてくツアー～なにわ編～ | DCCA-1100 | DEZERT LIVE TOUR 2023 「てくてくツアー」来場者特典                                            |
| 2023/1/9  | 誰にも渡しちゃいけない場所を心と名づけ -尾張ver.-   | 1. 誰にも渡しちゃいけない場所を心と名づけ 2. デザートの楽しいラヂオ～てくてくツアー～尾張編～   | DCCA-1101 | DEZERT LIVE TOUR 2023 「てくてくツアー」来場者特典                                            |
| 2023/1/14 | 誰にも渡しちゃいけない場所を心と名づけ -大江戸ver.- | 1. 誰にも渡しちゃいけない場所を心と名づけ 2. デザートの楽しいラヂオ～てくてくツアー～大江戸編～ | DCCA-1102 | DEZERT LIVE TOUR 2023 「てくてくツアー」来場者特典                                            |

## 現在の出演番組
2018年9月現在。
ラジオ
- DEZERT　ストロベリー・ナイト・シンドローム☆普通じゃNight☆（2018年9月9日 -、NACK5・不定期(実質月１回)に放送する日曜深夜の特番）

2018年9月9日・10月28日・11月11日・12月9日放送分まで　日曜25:00 - 29:00（月曜未明1:00-5:00）
2019年1月27日放送分から　日曜25:00 - 28:00（月曜未明1:00-4:00） ※当番組終了後は、早朝5時までの1時間が放送休止となる。